# Marijke Engelen
Marijke Engelen (Nijmegen, 30 november 1961) is een voormalig Nederlands synchroonzwemster.
Tijdens de Olympische Spelen van 1984 behaalde Engelen de vierde plaats in de solocompetitie en de zesde plaats bij het duet, samen met Catrien Eijken.
Bij de Europese kampioenschappen zwemmen behaalde Engelen in 1977 in Jönköping twee keer zilver, zowel in de solo als in het duet. In 1981 won zij in Split zilver in het duet en solo brons. In Rome won ze in 1983 nog brons in het duet.